# Dansk Bibel-Institut
Dansk Bibel-Institut (DBI) stiftet i 1972 er en privat og almennyttig organisation i København. Organisationens formål er optagelse og uddannelse af teologistuderende og religionsstuderende.
DBI finansieres ved frivillige gaver, tips- og lottomidler samt tilskud fra organisationer. Instituttet er medlem af brancheorganisationen ISOBRO.
I 2001 stiftede DBI en akademisk, teologisk bacheloruddannelse med en tværkulturel og missionsk profil. Det var den første i Danmark.
I dag tilbyder DBI en treårig bachelor i teologi og mission og en fireårig bacheloruddannelse i teologi med fokus på kultur, kommunikation og mission. Endvidere tilbydes en etårig uddannelse i mission, Åben uddannelse i kristendom.
Bacheloruddannelsen på DBI er ikke godkendt til modtagelse af SU i Danmark og udbydes af Fjellhaug International University College i Norge. Uddannelsens eksamener giver dog ECTS-points, som muliggør meritoverførsel til mange andre universiteter, heriblandt Det Teologiske Fakultet (Københavns Universitet)
I Århus findes en lignende institution, Menighedsfakultetet.

## Tidligere og nuværende rektorer
- ?? - 2005: Jens Ole Christensen
- 2005 - 2022: Børge Haahr Andersen[1]
- 2022 - nu: Henrik Nymann Eriksen